# Fritz Brunner (Architekt)
Fritz Brunner (eigentlich Johann Friedrich Brunner; geb. 27. Dezember 1839 in Riesbach; gest. 6. August 1886 in Zürich) war ein Schweizer Architekt des Historismus. Gemeinsam mit seinem Bruder Adolph führte er von 1865 bis zu seinem Tod in Zürich das Architekturbüro Adolph und Fritz Brunner.

## Ausbildung und Karriere
Fritz Brunner absolvierte 1855 bis 1857 eine Bauzeichnerlehre bei Johann Caspar Wolff, daneben hörte er als Gast am neu gegründeten Eidgenössischen Polytechnikum bei Gottfried Semper. 1858 war er bei Jean-Henri Bachofen in Genf, bevor er wiederum an die ETH zurückkehrte und als Burschenbierzipfler Mitglied des Corps Rhenania Zürich wurde. Nach einer einjährigen Anstellung am Stadtbauamt in Basel ging er, wie sein Bruder zuvor, zu Hans Rychner in Neuenburg und arbeitete anschliessend ebenfalls bei Émile Boeswillwald in Paris.

## Werk
1865 gründete er mit seinem Bruder das eigene Büro.
Eigenständige Arbeiten Fritz Brunners sind nur wenige bekannt, der Hauptteil seines Werks entstand gemeinsam mit seinem Bruder, der ebenfalls vor allem erst nach Fritz’ Tod alleinig verfasste Bauwerke schuf. Hier ist vor allem sein eigenes Wohnhaus in Riesbach zu nennen.  1883 durch ein Herz- und Leberleiden zunehmend geschwächt, starb er 1886 in Zürich, sein Bruder führte das Büro weiter.

## Werkauswahl
Adolph und Fritz Brunner
- Zum Schneggen, Zürich 1864–1866, (Innenausbau des von Leonhard Zeugheer und Georg Lasius geplanten Zunfthauses unter Verwendung von Teilen der vorherigen Gesellschaftshäuser)
- Spätklassizistische Wohnhäuser, Zürich 1866–1869
- Hotel Schweizerhof Luzern, Luzern 1868–1869 (Umbauten im ältesten Luxushotel der Stadt, ursprünglich von Melchior Berri)
- Villa Meissenburg, Zug 1869–1870
- Turnhalle Schulhaus Seefeld, Zürich 1871, abgerissen
- Schindlergut, Zürich 1871, 1914 umfassend umgebaut
- Seidenhaus Rübel und Abegg, Zürich 1872
- Fabrikgebäude Schröder, Zürich 1872
- Gemeindehaus Riesbach, Zürich 1873
- Zentralhof, Zürich 1873–1876, Blockbebauung
- Schulhaus Mühlebach, Zürich 1874–1876
- Mehrfamilienhaus, Zürich 1875
- Villa Beutter, St. Gallen 1875
- Villa Wartegg, Zürich 1875–1876, abgerissen 1962
- Haus Kirchhofer, St. Gallen 1876–1879, heute Museum im Kirchhoferhaus
- Wohnhaus Zur Perle, St. Gallen 1876–1878
- Haus Zum Steg, St. Gallen 1876–1879
- Mehrfamilienhäuser Lendi & Eberhard, Zürich 1877
- Haus Blattner, Zürich 1878
- Wohn- und Geschäftshaus Hardmeier, Zürich 1879
- Gasthaus auf Uto-Kulm, Zürich 1879, umfassend umgebaut
- Kappelerhof, Zürich 1878–1888, Blockbebauung nach Konzept von Adolph und Fritz Brunner, Ausführung durch verschiedene Architekten, darunter Fraumünsterstr. 17 durch Brunner
- Villa Daheim, Zug 1879
- Mehrfamilienhäuser, Zürich 1880
- Turnhalle Mühlebach, Zürich 1880–1881, vollst. umgebaut
- Villa Seeburger-Forrer, Zürich 1881
- Kantonalbank, Zürich 1882
- Doppelvilla, Zürich 1884

eigene Werke
- Eigenheim, Zürich 1881, abgerissen